# جرائم الحرب الإماراتية
جرائم الحرب التي ارتكبتها الإمارات العربية المتحدة هي انتهاكات للقانون الجنائي الدولي (بما في ذلك جرائم الحرب والجرائم ضد الإنسانية والتواطؤ في التعذيب) والتي ارتكبتها الإمارات أو تُتهم بارتكابها، في اليمن وليبيا وسوريا بشكل أساسي. وتشمل هذه الاتهامات الاحتجاز التعسفي والتعذيب والاختفاء القسري والمعاملة القاسية واللاإنسانية., بالإضافة إلى ذلك، كانت الإمارات متواطئة في الحروب الأهلية من خلال العمل كممر للأسلحة ودعم الميليشيات المحلية المسيئة.

## التعريف
تُعرَّف جرائم الحرب، في سياق الإمارات العربية المتحدة، بأنها انتهاكات خطيرة للقانون الإنساني الدولي تُرتكب أثناء النزاعات المسلحة. وتشمل هذه الانتهاكات الأفعال التي تستهدف المدنيين، وتستخدم أسلحة محظورة، وتسبب معاناة غير ضرورية. تلتزم الإمارات العربية المتحدة بالمبادئ المنصوص عليها في اتفاقيات جنيف الأربع لعام 1949، والتي تنص على حماية المدنيين وأولئك الذين هم خارج القتال، وتضمن أنه حتى في أوقات النزاع، يتم احترام حقوق الإنسان الأساسية. ينص التشريع الإماراتي على عقوبات تتراوح من السجن إلى عقوبة الإعدام لمن يخرقون الأحكام في سياق النزاع المسلح الدولي أو غير الدولي.

## اليمن

### الحرب الأهلية اليمنية
كانت الإمارات العربية المتحدة عضوًا مؤثرًا في التحالف الذي تقوده المملكة العربية السعودية والذي تدخل في الحرب الأهلية اليمنية في مارس 2015، عندما نشرت الإمارات 30 طائرة للمشاركة في العمليات. ومنذ ذلك الحين، وثقت هيومن رايتس ووتش ما يقرب من 90 هجومًا غير قانوني، بما في ذلك جرائم حرب متعددة، نفذها التحالف. هاجم التحالف بشكل عشوائي المنازل والمدارس والمستشفيات والأسواق في اليمن، واستخدم أسلحة محظورة على نطاق واسع (مثل الذخائر العنقودية)، وعرقل المساعدات. وحمل الأمين العام للأمم المتحدة أنطونيو غوتيريش الإمارات العربية المتحدة والتحالف الذي تقوده السعودية مسؤولية الانتهاكات الجسيمة ضد الأطفال في الصراع اليمني.
في مايو 2017، دعمت الإمارات العربية المتحدة تشكيل المجلس الانتقالي الجنوبي، بقيادة اللواء عيدروس الزبيدي. أعلن الرئيس عبد ربه منصور هادي آنذاك أن المجلس غير شرعي، واتهم محمد بن زايد من أبو ظبي بالعمل كمحتل لليمن., وقد تم اكتشاف انتهاكات ارتكبتها القوات بالوكالة الإماراتية، والتي شملت الاستخدام المفرط للقوة أثناء الاعتقالات والاحتجاز التعسفي واحتجاز أفراد عائلات المشتبه بهم واحتجاز الأطفال والاختفاء القسري. وزعم تقرير صادر عن هيومن رايتس ووتش أن الإمارات العربية المتحدة كانت تمول وتدرب وتوجه القوات بالوكالة، التي ارتكبت انتهاكات وحشية. كما ذكر أن الإمارات العربية المتحدة تتحدى اللوائح الدولية من خلال احتجاز وتهديد ومضايقة وإدانة الناشطين لانتقادهم تصرفات الإمارات.
في يونيو 2017، وثق تحقيق أجرته وكالة أسوشيتد برس 18 سجنًا سريًا تديرها الإمارات العربية المتحدة في جنوب اليمن. واحتجزت السجون السرية العديد من الرجال، الذين تم القبض عليهم في مطاردة لمتشددي القاعدة، وارتكبوا انتهاكات جسيمة لحقوق الإنسان، بما في ذلك الإساءة والتعذيب الشديد. وكشف التقرير أن السجون استخدمت "شواية" لربط الضحايا بقضيب، وتم تدويرهم في دائرة من النار. وكشف التحقيق أيضًا عن تورط مباشر للقوات الأمريكية، التي زُعم أنها استجوبت المعتقلين.,,
كشف تقرير في أكتوبر 2018 أن الإمارات استأجرت مرتزقة أمريكيين لتنفيذ عمليات اغتيال في عام 2015. واستهدف البرنامج المنافسين السياسيين للإمارات في اليمن، وخاصة أعضاء حزب الإصلاح. وقعت أول عملية اغتيال في ديسمبر 2015، وشاركت فيها شركة الأمن الأمريكية الخاصة، سبير أوبريشنز جروب، ورئيس العمليات فيها، إسحاق جيلمور. صرح مؤسس الشركة أبراهام جولان أن برنامج الاغتيال المستهدف "معتمد" من قبل الإمارات. بين عامي 2015 و 2018، تم تنفيذ ما مجموعه 160 عملية قتل، منها 23 فقط كانت مرتبطة بالإرهاب. استخدمت الشركة نفس التكتيكات لجميع عمليات القتل، حيث يتم تشتيت الانتباه عن طريق تفجير عبوة ناسفة بدائية الصنع (IED) ثم يتم إطلاق النار على الأهداف., لكن الإمارات نفت التقارير التي زعمت أنها وراء الاغتيالات في جنوب اليمن.
وكشف تحقيق أجرته شبكة سي إن إن في فبراير 2019 أن الإمارات والتحالف الذي تقوده السعودية ينقلان الأسلحة الأمريكية الصنع إلى تنظيم القاعدة والمتشددين السلفيين ومقاتلين آخرين في اليمن. وقالت وزارة الدفاع الأمريكية إنها لم تأذن للإمارات والسعودية بإعادة نقل أي معدات إلى المقاتلين في اليمن. وكانت الولايات المتحدة من بين أكبر موردي الأسلحة للإمارات والسعودية. وبالتالي، كانت الأسلحة الأمريكية بمثابة دعم حاسم للتحالف لمواصلة الحرب، مما أدى إلى مقتل عشرات الآلاف من الأشخاص، بمن فيهم الأطفال. كما زعمت لجنة خبراء الأمم المتحدة المعنية باليمن أن الأسلحة الأجنبية التي اشترتها الإمارات العربية المتحدة كانت تُساء استخدامها وتساهم في انتهاك القوانين الدولية، بما في ذلك تجريم عناصر الحرب.,

### سقطرى
في 30 أبريل 2018، نشرت الإمارات العربية المتحدة أكثر من مائة جندي بالمدفعية والمركبات المدرعة إلى أرخبيل سقطرى اليمني في مضيق غواردافوي، دون تنسيق مسبق مع الحكومة اليمنية، مما تسبب في تدهور العلاقات بين البلدين. وتألف الانتشار الأولي من طائرات عسكرية إماراتية تحمل أكثر من خمسين جنديًا إماراتيًا ومركبتين مدرعتين، تلاها طائرتان أخريان تحملان المزيد من الجنود والدبابات والمركبات المدرعة الأخرى., وذكرت الجزيرة أنه بعد وقت قصير من الهبوط، طردت القوات الإماراتية الجنود اليمنيين المتمركزين في المنشآت الإدارية، مثل مطار سقطرى والموانئ البحرية، حتى إشعار آخر، وتم رفع علم الإمارات العربية المتحدة فوق المباني الحكومية الرسمية في حديبو. وفي 14 مايو، تم التوصل إلى اتفاق بين الإمارات العربية المتحدة واليمن، والذي شهد استعادة اليمن للسيطرة الإدارية ونشر قوات سعودية أيضًا في الجزيرة.